# Cricotopus taiwanus
Cricotopus taiwanus är en tvåvingeart som beskrevs av Tokunaga 1940. Cricotopus taiwanus ingår i släktet Cricotopus och familjen fjädermyggor.
Artens utbredningsområde är Taiwan. Inga underarter finns listade i Catalogue of Life.